# كابينة الدكتور كاليجاري
كابينة الدكتور كاليجاري هو أول فيلم رعب ألمانى صامت أُنتج سنة 1920م، واستخدم فيه ديكورات معبرة عن حالة الفيلم وذلك باستخدام الديكورات الحادة. يُعد هذا الفيلم مهم تاريخيا لأسلوب التعبير فيه الذي لا يزال يؤثر على صناع السينما اليوم.

## وصلات خارجية
- كابينة الدكتور كاليجاري على موقع IMDb (الإنجليزية)
- كابينة الدكتور كاليجاري على موقع الموسوعة البريطانية (الإنجليزية)
- كابينة الدكتور كاليجاري على موقع روتن توميتوز (الإنجليزية)
- كابينة الدكتور كاليجاري على موقع نتفليكس (الإنجليزية)
- كابينة الدكتور كاليجاري على موقع ألو سيني (الفرنسية)
- كابينة الدكتور كاليجاري على موقع أول موفي (الإنجليزية)
- كابينة الدكتور كاليجاري على موقع بوكس أوفيس موجو (الإنجليزية)
- كابينة الدكتور كاليجاري على موقع فيلمافينيتي (الإسبانية)
- كابينة الدكتور كاليجاري على موقع قاعدة بيانات الأفلام السويدية (السويدية)
- كابينة الدكتور كاليجاري على موقع قاعدة بيانات الفيلم (الإنجليزية)